# Mesochorus caligator
Mesochorus caligator är en stekelart som beskrevs av Schwenke 1999. Mesochorus caligator ingår i släktet Mesochorus och familjen brokparasitsteklar. Inga underarter finns listade i Catalogue of Life.